# Olhanivka, Rojîșce
Olhanivka (în ucraineană Ольганівка) este un sat în comuna Rudnea din raionul Rojîșce, regiunea Volînia, Ucraina.

## Demografie
Componența lingvistică a localității Olhanivka
     Ucraineană (100%)
Conform recensământului din 2001, toată populația localității Olhanivka era vorbitoare de ucraineană (100%).